# Болотов, Александр Николаевич
 Бо́лотов Алекса́ндр Никола́евич (род. 17.10.1954 на ст. Домна Читинской области) — советский и российский физик, специалист по использованию магнитных явлений в трибологии, доктор технических наук (1994), профессор (1996), заведующий кафедрой прикладной физики машиностроительного факультета Тверского государственного технического университета.

## Биография
Родился 17.10.1954 года на ст. Домна Читинской области.
В 1976 году окончил Калининский государственный университет по специальности «Физика».
С 1977 года работает в ТГТУ на должностях ассистента, старшего преподавателя, доцента.
В 1981 году после окончания аспирантуры Калининского политехнического института защитил кандидатскую диссертацию по теме «Исследование фрикционных и магнитосиловых характеристик упорных подшипников на постоянных магнитах».
В 1993 году в Институте машиноведения РАН (ИМАШ РАН) по специальности 05.02.04 — «Трение и износ в машинах» защитил докторскую диссертацию: «Триботехника магнитопассивных и магнитожидкостных подшипниковых опор скольжения».
С 1995 года заведующий кафедрой «Прикладная физика» Машиностроительного факультета.
С 1996 года профессор.
С 2013 года заведующий кафедрой «Прикладная физика» Машиностроительного факультета, Ученый секретарь Ученого совета университета.

## Научная деятельность
- Председатель диссертационного совета Д 24.2.410.02 на базе ФГБОУ ВО «Тверской государственный технический университет»[5].
- Главный редактор журнала Вестник Тверского государственного технического университета. Серия «Технические науки». Журнал входит в Перечень рецензируемых научных изданий, в которых должны быть опубликованы основные научные результаты диссертаций на соискание ученой степени кандидата наук, на соискание ученой степени доктора наук.[6]
- Член диссертационных советов Д 212.263.09 ТвГУ[7] и Д 212.262.02 в Тверском государственном техническом университете[8].
- Член научного совета по трибологии при РАН.
- Член экспертных советов РНФ, ФГБУ НИИ РИНКЦЭ[9], РФФИ и при Губернаторе Тверской области.
- Действительный член Верхневолжской инженерной академии[10].

Подготовил 13 кандидатов наук и 1 доктора наук по специальности «Трение и износ в машинах».

### Область научных интересов
Трибология, антифрикционные материалы (керамические, металлополимерные и др.), смазочные материалы с особыми физическими свойствами, магниторазгруженные узлы трения, магнитные подшипниковые узлы, физика магнитных явлений, магнитные жидкости, расчет магнитостатических взаимодействий, трибомагнитные эффекты.

### Наиболее важные внедренные разработки
- магнитожидкостные подшипники скольжения (химическая промышленность, алмазообрабатывающая промышленность, вычислительная техника, оборонная техника);
- системы магнитной разгрузки опор скольжения (станкостроение);
- приборы для проведения триботехнических и магнитных исследований (научные организации, химические заводы)[11].

### Публикации
Опубликовал более 370 научных статей и 36 патентов.
- Болотов, А. Н. Восстановление изношенных деталей : обзор и анализ использования / А. Н. Болотов, И. В. Горлов. — Тверь : Тверской гос. технический ун-т, 2008. — 108 с. — ISBN 978-5-7995-0443-4.
- Болотов, А. Н. Триботехника магнитопассивных опор скольжения / А. Н. Болотов, В. Л. Хренов. — Тверь : Тверской гос. технический ун-т, 2008. — 124 с. — ISBN 978-5-7995-0402-1.
- Болотов, А. Н. Магнитосиловое взаимодействие высококоэрцитивных постоянных магнитов для подшипниковых опор / А. Н. Болотов, В. В. Новиков, С. Д. Семеенков. — Тверь : ТГТУ, 2007. — 92 с. — ISBN 5-7995-0359-7.
- Болотов, А. Н. Теоретические и экспериментальные исследования процессов в триботехнических системах / А. Н. Болотов, В. В. Измайлов, М. В. Новоселова. — Тверь : ТвГТУ, 2019. — 163 с. — ISBN 978-5-7995-1024-4.
- Болотов, А. Н. Расчет и оптимизация постоянных магнитов для специальных подшипниковых опор / А. Н. Болотов, В. В. Новиков, О. О. Новикова. — Изд. 2-е, испр. и доп. — Тверь : Тверской гос. технический ун-т, 2013. — 123 с. — ISBN 978-5-7995-0644-5.
- Сутягин, О. В. Контакт шероховатых тел с твёрдосмазочными покрытиями : монография / О. В. Сутягин, А. Н. Болотов, М. В. Васильев. — Тверь : Тверской государственный технический университет, 2014. — 124 с. — ISBN 978-5-7995-0726-8. — EDN SSXWNZ.
- Горлов, И. В. Инновационные технологии восстановления работоспособности машин торфяного комплекса : монография / И. В. Горлов, А. Н. Болотов ; И. В. Горлов, А. Н. Болотов ; М-во образования и науки Российской Федерации, Тверской гос. технический ун-т. — Тверь : Кондратьев А. Н., 2012. — 169 с. — ISBN 978-5-905621-03-1. — EDN QMZIFN.
- Беркович, И. И. Теоретические основы фрикционного взаимодействия дисперсных материалов с твердой поверхностью / И. И. Беркович, А. Н. Болотов, Ю. И., Ю. И. Морозова. — Изд. 2-е, испр. и доп. — Тверь : ТвГТУ, 2012. — 91 с. — ISBN 978-5-7995-0624-7.

## Награды
- Нагрудный знак губернатора Тверской области «За заслуги в развитии Тверской области» (2023 г.).
- Дипломом лауреата премии Губернатора Тверской области за выдающиеся достижения в области науки и техники (награжден за 1 место, 2023 г.).
- Медаль «За вклад в реализацию государственной политики в области образования» (2021 г.).
- Почетный знак «Во славу подвига святого благоверного князя Михаила Тверского» (2020 г.).
- Почетное звание «Почетный работник науки и образования Тверской области» (2015 г.).
- Почётный работник высшего профессионального образования РФ (2000)[14].
- Медали ВДНХ.
- Почетный работник ТГТУ (2013)[15].
- Почетная грамота Министерства образования[16].
- Почетная грамота Губернатора Тверской области[17].
- Премия имени Лизы Чайкиной[8].